# 32487 Eschrig
32487 Eschrig è un asteroide della fascia principale. Scoperto nel 2000, presenta un'orbita caratterizzata da un semiasse maggiore pari a 3,021723 UA e da un'eccentricità di 0,123922, inclinata di 12,211617° rispetto all'eclittica. Ha un diametro di 5,393 km.